# Claude-France Arnould

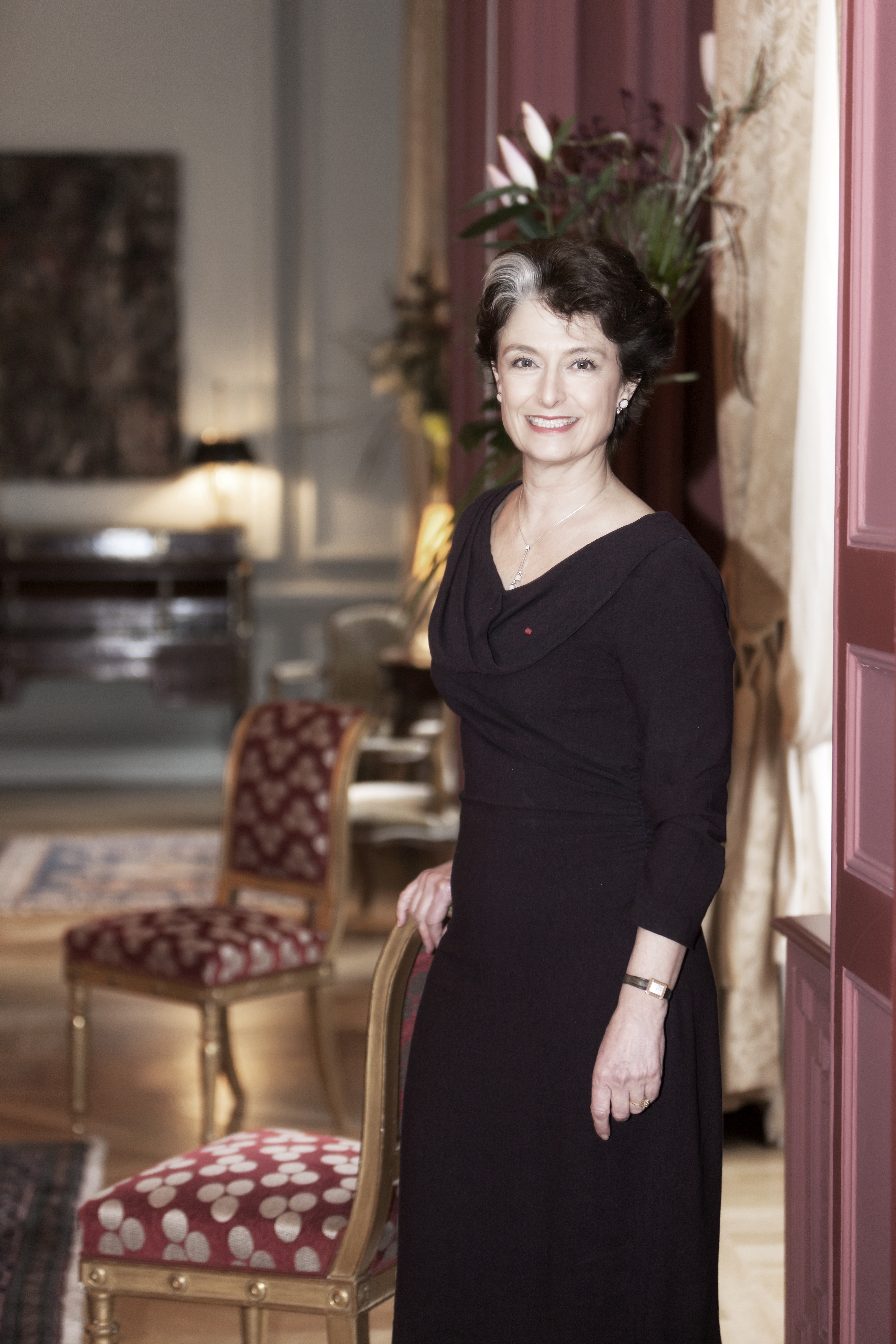
Claude-France Arnould (2016)

Claude-France Arnould (* 14. August 1953) ist eine französische EU-Beamtin und die Botschafterin der Französischen Republik beim Königreich Belgien.

## Leben
Arnould begann ihre Karriere 1981 im französischen Außenministerium in der Nordamerika-Direktion. Danach war sie bis 1986 Referentin für Wirtschafts- und Finanzangelegenheiten im Außenministerium; dort war die auch für die EG-Handelspolitik Frankreichs verantwortlich. 1987 wechselte sie in das private Büro des französischen Ministers für europäische Angelegenheiten. Im Zeitraum von 1987 bis 1989 war sie Generalsekretärin der École nationale d’administration (ENA).
Im Anschluss war sie Direktorin für internationale und strategische Angelegenheiten im Nationalen Französischen Generalsekretariat des Premierministers, und dort verantwortlich für die Vorbereitung des nationalen Rates der Verteidigung, für Waffenexportkontrolle und Luft- und Raumfahrtangelegenheiten. 1989 wurde sie stellvertretende Direktorin für Europäische Angelegenheiten beim Französischen Außenministerium. Von 1994 bis 1998 war sie Erste Botschaftsrätin der französischen Botschaft in Deutschland.
Von 2001 bis 2009 war sie Direktorin für Verteidigungsfragen im Generalsekretariat des  Rates der Europäischen Union; in dieser Funktion war sie verantwortlich für militärische Partnerschaften, Operationen und Fähigkeiten, sowie dem Vorsitzenden des Europäischen Satellitenzentrums. Anschließend leitete sie bis 2010 die Abteilung für Krisenbewältigung und Planung (CMPD) im Generalsekretariat des Rates der Europäischen Union.
Ihr Mandat als Geschäftsführerin der EDA übernahm sie am 17. Januar 2011; im Oktober 2013 wurde ihr Mandat noch einmal bis zum 15. Januar 2015 verlängert, dies geschah durch eine einstimmige Entscheidung der Mitgliedsstaaten. Dort war ihre Vorgesetzte die für Außen- und Sicherheitspolitik zuständige EU-Kommissarin und Vizepräsidentin der EU-Kommission Catherine Ashton.